# Ferdinand Leiß
Ferdinand Leiß (* 26. Oktober 1910 in München; † 16. Dezember 2002) war ein deutscher Kommunalpolitiker.

## Werdegang
Leiß, geboren und aufgewachsen in München, war Mitglied der CSU. Ab Mai 1960 war er Mitglied des Gemeinderats der Gemeinde Ottobrunn (Oberbayern). Vom 20. Mai 1962 bis 28. Februar 1977 bekleidete er 15 Jahre lang das Amt des Ersten Bürgermeisters. Auf seine Initiative geht die Gemeindepartnerschaft mit Margreid in Südtirol zurück.
Darüber hinaus war er von 1966 bis 1984 Mitglied des Kreistags im Landkreis München, von 1968 bis 1977 Vorsitzender des Zweckverbandes Staatliche weiterführende Schulen im Südosten des Landkreises München und langjähriger Vorsitzender des Kulturkreises Ottobrunn e. V.

## Ehrungen
- 1980: Ehrenbürger der Gemeinde Ottobrunn[5][1]
- Verdienstkreuz am Bande der Bundesrepublik Deutschland[6]
- Bayerische Medaille für besondere Verdienste um die kommunale Selbstverwaltung[6]
- Goldener Ehrenring des Landkreises München[1]
- Benennung der Ferdinand-Leiß-Halle im Sportpark Ottobrunn (zuvor Mehrzweckhalle genannt)
- Ehrengrab auf dem Parkfriedhof Ottobrunn[1]